# William Garvelink

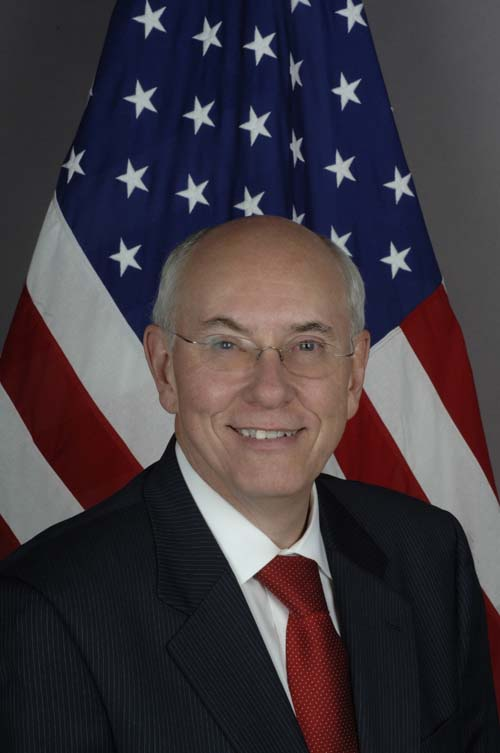
William J. Garvelink.

William John Garvelink (Holland, Michigan, 22 de maio de 1949) é um diplomata norte-americano e ex-embaixador dos Estados Unidos para a República Democrática do Congo em 30 de maio de 2007.
Garvelink nasceu em Holland, Michigan e se formou na universidade de Calvin College em 1971 e na Universidade de Minnesota. Garvelink entrou para a Agência dos Estados Unidos para o Desenvolvimento Internacional (USAID), em 1979.
Antes de sua nomeação como embaixador, Garvelink serviu desde 1999 como Diretor da Missão USAID na Eritreia. Ele administrou um programa de desenvolvimento de mais de US$ 55 milhões de dólares americanos.
Garvelink recebeu seis prêmios de desempenho, de dois Meritorious Honor Award, um prêmio Superior sobre o seu serviço com o Departamento de Estado dos Estados Unidos.